# Euplexia
Genre
Euplexia est un genre de lépidoptères (papillons) de la famille des Noctuidae.

## Liste des espèces
Selon BioLib (14 juillet 2024) :
- Euplexia albirena Wileman, 1914
- Euplexia augens Felder & Rogehofer, 1872
- Euplexia benesimilis McDunnough, 1922
- Euplexia chlorerythra Swinhoe, 1895
- Euplexia dubiosa (Bethune-Baker, 1891)
- Euplexia euplexina (Rebel, 1919)
- Euplexia imperator Laporte, 1984
- Euplexia lucipara (Linnaeus, 1758)
- Euplexia mercieri Laporte, 1984
- Euplexia pali Hreblay & Ronkay, 1998
- Euplexia pinoni Laporte, 1984
- Euplexia shoana Laporte, 1984
- Euplexia spica Gyulai & Ronkay, 2018